# Заир
Заир, званично Република Заир (фр. République du Zaïre), био је назив за суверену државу која је постојала између 1971. и 1997. године у средњој Африци. Данас је позната као Демократска Република Конго. Друга конгоанска република, такође је карактеристичан назив за Заир.
Заир је (дефакто) по уређењу представљао једнопартијску тоталитарну диктатуру, коју је предводио Мобуту Сесе Секо и његова владајућа странка Популарни покрет револуције. Заир је имао врло централизован устав док је страна имовина била национализована. 
Након државног удара из 1965, уз војну и америчку помоћ, власт над Републиком Конго (Конго-Леополдвилом) преузео је Мобуту. Име државе је променио у „Заир” 1971.
Мобутизам је постао национална идеологија у земљи. Године 1971, када је и промењено име државе, започет је покрет „аутентичност” (фр. Authenticité) а њега је следила „заиризација” — програм национализације фарми, фабрика и послова који су припадали странцима. 
Пошто је прекинута америчка подршка након завршетка Хладног рата, Мобуту је био приморан да прогласи нову републику 1990. Криза је расла, а земљом је био раширен кронизам, владала је корупција као и лоша економска политика.
Заир је доживео слом током деведесетих услед дестабилизације источних делова државе након геноцида у Руанди и растућег насиља. Године 1996, Лоран Кабила, шеф милиције Савеза демократских снага за ослобођење Конга (АФДЛ), предводио је побуну против Мобутуа. С успехом побуњеника, Мобуту је напустио земљу. Следеће године, држава мења име у Демократска Република Конго. Мобуту је био у егзилу у Мароку где је и умро након четири месеца.